# فلوگافن زوریخ
فلوگافن زوریخ (انگلیسی: Flughafen Zürich) شرکت مدیریت فرودگاه سوئیسی است، که در سال ۲۰۰۰ تأسیس شد.